# Массовое убийство в Ширазе (2022)
Массовое убийство в Ширазе — вооружённое нападение в районе мавзолея Шах-Черах в иранском городе Шираз, произошедшее 26 октября 2022 года. В результате этого нападения 15 человек погибли, ещё 45 получили ранения. Судебная система Ирана признала этот инцидент террористическим. Ответственность за атаку взяло на себя «Исламское государство».

## Описание инцидента
По сообщению информационного агентства Исламской Республики ИРНА, нападавшие въехали в храм на автомобиле Peugeot со стороны 9-й улицы и открыли огонь по Ходаму и находившимся там паломникам. 
Два человека, причастных к этому инциденту, были арестованы, ещё один скрылся. В то же время Рахамбахш Хабиби, командующий полицией провинции Фарс, считает, что виновником этого нападения был один человек, который был ранен и арестован.

## Жертвы
В результате обстрела погибли 15 человек, в том числе женщины и дети.